# Wit-Russische hockeyploeg (vrouwen)
De Wit-Russische hockeyploeg voor vrouwen is de nationale ploeg die Wit-Rusland sinds de onafhankelijkheid in 1991 vertegenwoordigt tijdens interlands in het hockey. Het team kwam in 2013 voor het eerst uit op een toernooi op het hoogste niveau. Op het Europees kampioenschap werd het land achtste en laatste.

## Erelijst Wit-Russische hockeyploeg
| Jaar | Champions Trophy | Europees kampioenschap | Olympische Spelen | Wereldkampioenschap | Hockey World League Hockey Pro League |
| ---- | ---------------- | ---------------------- | ----------------- | ------------------- | ------------------------------------- |
| 1991 | geen deelname    | geen deelname          |                   |                     |                                       |
| 1992 |                  |                        | geen deelname     |                     |                                       |
| 1993 | geen deelname    |                        |                   |                     |                                       |
| 1994 |                  |                        |                   | geen deelname       |                                       |
| 1995 | geen deelname    | geen deelname          |                   |                     |                                       |
| 1996 |                  |                        | geen deelname     |                     |                                       |
| 1997 | geen deelname    |                        |                   |                     |                                       |
| 1998 |                  |                        |                   | geen deelname       |                                       |
| 1999 | geen deelname    | geen deelname          |                   |                     |                                       |
| 2000 | geen deelname    |                        | geen deelname     |                     |                                       |
| 2001 | geen deelname    |                        |                   |                     |                                       |
| 2002 | geen deelname    |                        |                   | geen deelname       |                                       |
| 2003 | geen deelname    | geen deelname          |                   |                     |                                       |
| 2004 | geen deelname    |                        | geen deelname     |                     |                                       |
| 2005 | geen deelname    | geen deelname          |                   |                     |                                       |
| 2006 | geen deelname    |                        |                   | geen deelname       |                                       |
| 2007 | geen deelname    | geen deelname          |                   |                     |                                       |
| 2008 | geen deelname    |                        | geen deelname     |                     |                                       |
| 2009 | geen deelname    | geen deelname          |                   |                     |                                       |
| 2010 | geen deelname    |                        |                   | geen deelname       |                                       |
| 2011 | geen deelname    | geen deelname          |                   |                     |                                       |
| 2012 | geen deelname    |                        | geen deelname     |                     |                                       |
| 2013 |                  | 8e EK 2013 Boom        |                   |                     | 19e HWL 2012-13                       |
| 2014 | geen deelname    |                        |                   | geen deelname       |                                       |
| 2015 |                  | geen deelname          |                   |                     | 23e HWL 2014-15                       |
| 2016 | geen deelname    |                        | geen deelname     |                     |                                       |
| 2017 |                  | geen deelname          |                   |                     | 21e HWL 2016-17                       |
| 2018 | geen deelname    |                        |                   | geen deelname       |                                       |
| 2019 |                  | 8e EK 2019 Antwerpen   |                   |                     | geen deelname                         |
| 2021 |                  | geen deelname          | geen deelname     |                     | geen deelname                         |
| 2022 |                  |                        |                   | geen deelname       | geen deelname                         |
| 2023 |                  | geen deelname          |                   |                     | geen deelname                         |
| 2024 |                  |                        | geen deelname     |                     | geen deelname                         |
| 2025 |                  | geen deelname          |                   |                     | geen deelname                         |